# Archiv der Evangelischen Kirche im Rheinland

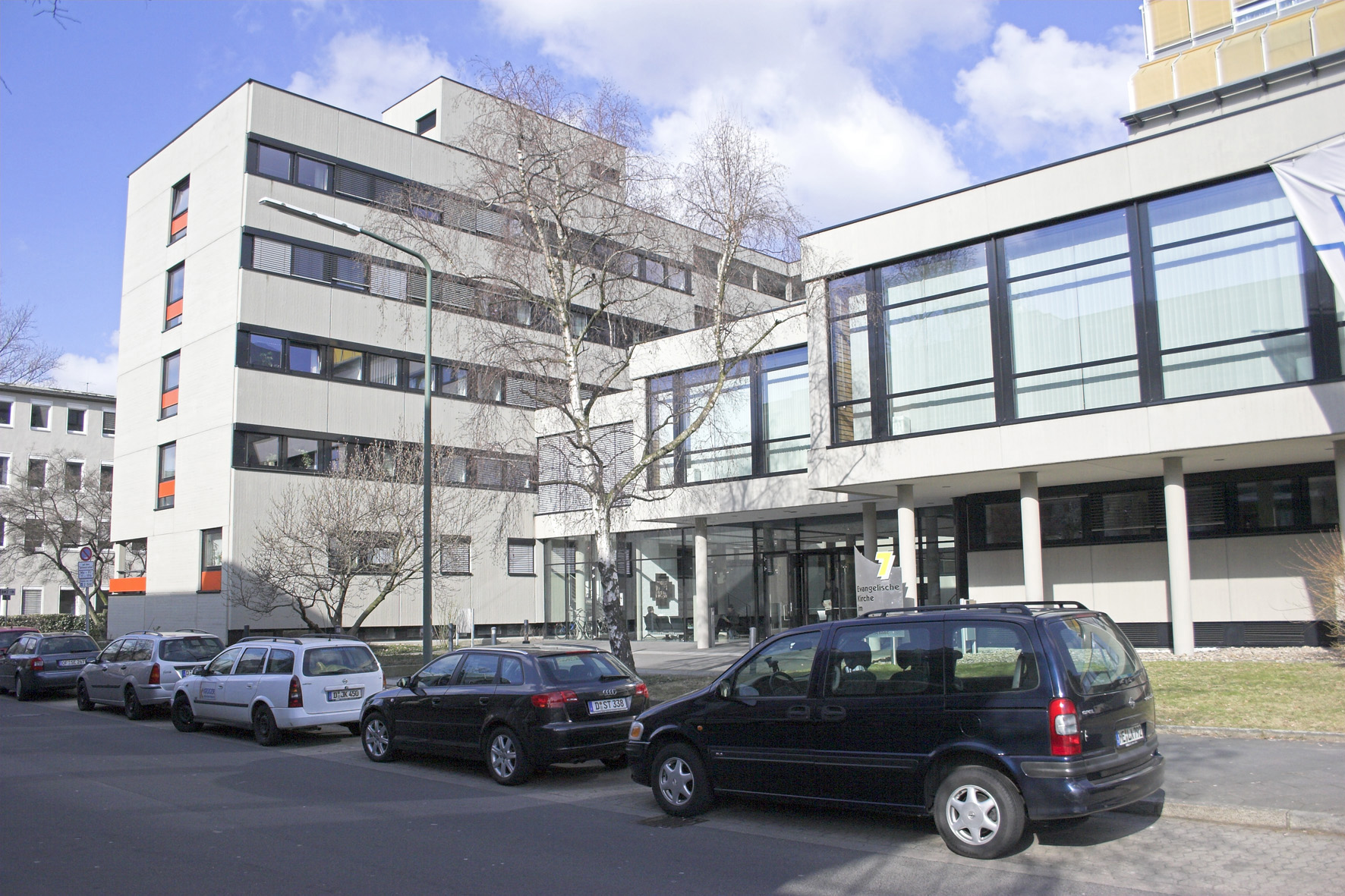
Das Landeskirchenamt der EKiR in Düsseldorf, Sitz des Archivs der Evangelischen Kirche im Rheinland

Das Archiv der Evangelischen Kirche im Rheinland ist das zentrale Archiv dieser Landeskirche. Das Archiv hat zwei Standorte: Die Hauptstelle in Düsseldorf-Golzheim verwaltet die Unterlagen der kirchenleitenden Organe und des Landeskirchenamtes und ist zuständig für die Archivpflege im nordrhein-westfälischen Teil der Evangelischen Kirche im Rheinland (EKiR). Die Evangelische Archivstelle Boppard betreut archivpflegerisch den Südteil der Landeskirche und fungiert als zentrales Kirchenbucharchiv der EKiR.

## Geschichte
Die EKiR ist die zweitgrößte deutsche Landeskirche. Ihr Gebiet deckt sich mit der früheren preußischen Rheinprovinz. Bei seinen historischen Arbeiten war der spätere Archivar der Rheinischen Provinzialsynode Max Goebel auf Aktenbestände von überregionaler Bedeutung gestoßen. Nach einer Erhebung über solche Bestände beschloss 1853 die 8. Rheinische Provinzialsynode die Gründung eines Provinzialkirchenarchivs. Es ist damit das älteste Archiv einer evangelischen Landeskirche in Deutschland.
Das Archiv befand sich bis 1928 in Koblenz am Sitz des Konsistoriums und wurde dann nach Bonn verlegt. Dort war es ab 1936 in einem eigenen Gebäude am Hofgarten untergebracht. Nach Kriegsverlusten sowohl in den Akten- als auch den Bibliotheksbeständen erfolgte 1951 die Verlegung nach Düsseldorf in das Dienstgebäude des Landeskirchenamts. Gleichzeitig wurde mit Pfarrer Walter Schmidt der erste hauptamtliche Archivar eingestellt. 1953 wurde die Evangelische Archivstelle Koblenz als Filialarchiv gegründet.
Seit 1986 sind in der eigenen Schriftenreihe des Archivs 38 Bände erschienen. Das Archiv hat auch mehrere Ausstellungen realisiert wie „Anvertraute Zeit“ (2003) oder „Damit Extrema verhütet werden“ (2010). Ein Außenmagazin in Moers-Meerbeck wird 2017 bezogen werden. Leiter des Archivs ist seit 2001 Stefan Flesch.

## Bestände
Das Archiv umfasst an den Standorten Düsseldorf und Boppard zusammen ca. 700 Bestände mit einem Gesamtumfang von ca. 8.000 Regalmetern. Sie gliedern sich in acht Hauptgruppen. Von überregionaler Bedeutung für die Nachkriegszeit und frühe Bundesrepublik sind u. a. die Nachlässe der ersten beiden rheinischen Präsides Heinrich Held und Joachim Beckmann. Weitere bedeutende Nachlässe stammen von den Brüdern Hermann und Johannes Schlingensiepen, die beide als Theologen im Dienst der Landeskirche standen. Das Archiv der Kirchlichen Hochschule Wuppertal dokumentiert in Verbindung mit mehreren Professorennachlässen theologische und kirchengeschichtliche Forschung und Lehre im 20. Jahrhundert. Beispiele für bedeutende Vereinsarchive sind die Überlieferung des Evangelischen Brüdervereins sowie der Schülerbibelkreise. Bestandteil der teildigitalisierten Fotosammlung ist das umfängliche Werk des Kirchenfotografen Hans Lachmann.
Die historischen Altbestände von über hundert rheinischen Kirchengemeinden werden meist als Deposita im Archiv verwahrt. Exemplarisch zu nennen sind hier die Bestände von Aachen und Düsseldorf, die eine umfängliche frühneuzeitliche Überlieferung enthalten.

## Evangelische Archivstelle Boppard

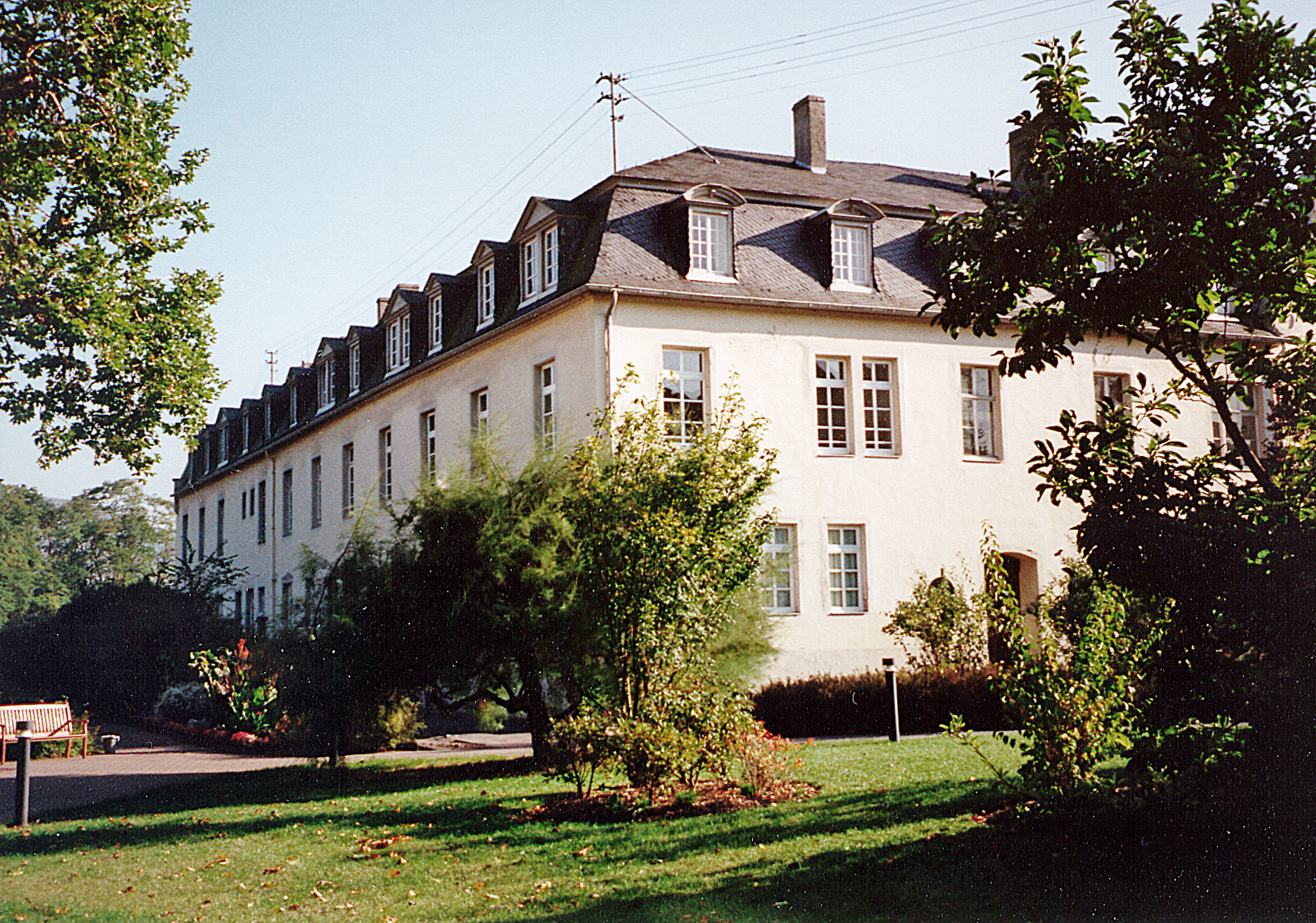
Die Archivstelle Boppard des Archivs der EKiR im ehemaligen Kloster St. Martin

Die für den rheinland-pfälzischen, saarländischen und hessischen Teil der Evangelischen Kirche im Rheinland zuständige Außenstelle des Landeskirchlichen Archivs befindet sich seit 1996 in einem Seitenflügel des ehemaligen Klosters St. Martin in Boppard. Zuvor war die Außenstelle in Koblenz angesiedelt, von 1953 bis 1957 im ehemaligen Dienstsitz des rheinischen Generalsuperintendenten in der Mainzer Straße 81 und von 1957 bis 1996 in Räumlichkeiten des neu errichteten Staatsarchivs Koblenz in der Karmeliterstraße.
Anlass für die Errichtung einer Außenstelle des Landeskirchlichen Archivs in Rheinland-Pfalz war die von der rheinland-pfälzischen Landesarchivverwaltung vorgesehene Rückgabe der 1798 durch die damalige französische Verwaltung eingezogenen älteren Kirchenbücher an die Evangelische Kirche im Rheinland. Da das Land nur bei Verbleib der Bücher auf rheinland-pfälzischem Territorium und ihrer Verwaltung als geschlossenem Bestand zur Rückgabe bereit war, eröffnete die Evangelische Kirche im Rheinland 1953 mit der Archivstelle Koblenz ein eigenes kleines Kirchenbucharchiv in Rheinland-Pfalz. Mit der Übernahme von ca. 250 rheinischen Militärkirchenbüchern 1967 und des umfangreichen Aktenbestandes der Kirchenschaffnei des Oberamts Meisenheim 1968 kamen weitere historisch aussagekräftige Bestände hinzu. Seit dem Umzug nach Boppard 1996 steht ausreichend Magazinfläche zur Verfügung, um die Aktenüberlieferung zahlreicher Kirchengemeinden, Kirchenkreise und sonstiger kirchlicher Institutionen aus dem Südteil der Landeskirche unterzubringen. Seit 2016 bestehen im Lesesaal der Archivstelle Boppard drei PC-Arbeitsplätze, an denen Kirchenbuchdigitalisate eingesehen werden können. Die Archivstelle wird seit 2001 von Andreas Metzing geleitet.

## Archivbibliothek
Die Bibliothek des Archivs der Evangelischen Kirche im Rheinland ist eine historische Fachbibliothek zur evangelischen Kirchengeschichte des Rheinlandes und umfasst ca. 60.000 Bände. Vorrangig gesammelt werden alle Publikationen zur Territorial-, Orts- und Personengeschichte der rheinischen Kirche und ihrer Vorläufer. Die Bibliothek ist über den Verbundkatalog des Südwestdeutschen Bibliotheksverbundes (SWB) online recherchierbar.